# Lennart Ribbing (skolman)
Lennart Ribbing, född den 6 februari 1847 i Stockholm, död där den 28 april 1924, var en svensk skolman. Han var bror till Seved och Gustaf Ribbing samt far till Sigurd och Olof Ribbing.
Ribbing, som blev filosofie doktor i Uppsala 1875, var lärare vid Beskowska skolan samt vid Jakobs och Östermalms allmänna läroverk i Stockholm och efter avskedstagandet ur statstjänst vid Djursholms samskola. Han skrev en akademisk avhandling om Olof Bergklint (1875), Biblisk historia på grundvalen af Volrath Vogts bibelhistoria (1899; 9:e upplagan 1924) och Livsbilder och betraktelser (1924) samt utgav bland annat Läsebok för svenska folkskolan (4 delar, 1907–1913). Ribbing vilar i en familjegrav på Norra begravningsplatsen utanför Stockholm.